# Наури, Лоран
Лоран Наури (фр. Laurent Naouri; род. 23 мая 1964, Париж) — французский певец (баритон).
Учился в Лионе по инженерной специальности, однако в 1986 г. решил посвятить себя опере и поступил в Гилдхоллскую школу музыки и драмы в Лондоне. Дебютировал в 1992 г. в заглавной партии оперы Дариуса Мийо «Христофор Колумб», постановкой которой открылся новый оперный театр в Компьене. В дальнейшем пел в Париже, Лондоне, Нанси, Санта-Фе и других оперных театрах мира.
Наури, с одной стороны, является признанным специалистом по ранней и барочной опере — среди его известных партий Тесей в «Ипполите и Арисии» Жана Филиппа Рамо, роли в операх Клаудио Монтеверди, Жана Батиста Люлли, Кристофа Виллибальда Глюка, — с другой стороны, он с успехом пел Эскамильо в «Кармен» Бизе, Леско в «Манон» и т. д. В 2003 г. запись оперы Клода Дебюсси «Пелеас и Мелизанда» с Наури в партии Голо была удостоена премии «Виктуар де ля мюзик» как лучшая французская запись года.
Жена Наури — не менее известная французская певица Натали Дессей. Наури — верующий иудей.